# Elachiptera ruficollis
Elachiptera ruficollis är en tvåvingeart som först beskrevs av Frey 1918.  Elachiptera ruficollis ingår i släktet Elachiptera och familjen fritflugor. Inga underarter finns listade i Catalogue of Life.